# Yoc-Sac'Jún
Yoc-Sac'Jún är en ort i Mexiko.   Den ligger i kommunen Chilón och delstaten Chiapas, i den sydöstra delen av landet, 800 km öster om huvudstaden Mexico City. Yoc-Sac'Jún ligger 496 meter över havet och antalet invånare är 167.
Terrängen runt Yoc-Sac'Jún är lite bergig, och sluttar norrut. Runt Yoc-Sac'Jún är det ganska tätbefolkat, med 54 invånare per kvadratkilometer. Närmaste större samhälle är Chabán, 5,4 km väster om Yoc-Sac'Jún. I omgivningarna runt Yoc-Sac'Jún växer i huvudsak städsegrön lövskog.